# Osny
Osny egy község Franciaországban. Lakosainak száma 17 471 fő (2022. január 1.).

## Földrajza
Osny Livilliers, Cergy, Boissy l'Aillerie, Ennery, Génicourt, Pontoise és Puiseux-Pontoise községekkel határos.